# Passe-Partout (zanggroep)
Passe-Partout was een Nederlandse closeharmonyzanggroep uit Utrecht en werd het meest bekend met het nummer "De doodgewoonste dingen" dat in 1977 Alarmschijf was en 6 weken lang in de Top 40 stond met nummer 15 als hoogste notering. In de Nationale Hitparade van Hilversum 3 stond het 4 weken in de lijst met als hoogste positie de 18e plaats. Dat dit genre in de Nederlandse hitlijsten stond genoteerd was opvallend, zeker omdat het geen popmuziek was. In oktober 1976 stond overigens ook al het operanummer Aunt Dinah Has Blowed The Horn uit Treemonisha van Scott Joplin hoog genoteerd.
De groep bestond uit vier leden bestaande uit de twee echtparen Anton en Bep de Kroon en Cor en Bep Versteeg. Alle vier zongen en de mannen bespeelden een instrument. Daarnaast was Cor Versteeg ook reclameontwerper, illustrator en componist van onder meer carnavalsnummers voor onder andere de Bossche Bollen en De Stipkes.
Eind 2005 wordt het nummer opnieuw uitgebracht maar nu met de titel "Vrede in jezelf met de doodgewoonste dingen", waarbij de opbrengst naar een goed doel gaat.

## NPO Radio 2 Top 2000
Van Passe-Partout stond alleen De doodgewoonste dingen in 1999 in de NPO Radio 2 Top 2000, op plek 1651.